# Brașov (stad)
Brașov ([braˈʃov]ⓘ, Duits: Kronstadt; Hongaars: Brassó; Nederlands (historisch): Kroonstad (Zevenburgen)) is een middeleeuwse stad in het hart van Roemenië. De stad ligt in het zuidoosten van Transsylvanië aan de voet van de Zuidelijke Karpaten en telde in 2011 circa 253.200 inwoners.
Brașov is vooral bekend door de monumentale gotische Zwarte Kerk. De kerk dankt volgens een mythe deze naam aan de ooit zwartgeblakerde buitenmuren als gevolg van een grote brand in 1689. Echter, de naam stamt uit de negentiende eeuw en huidige donkere kleur heeft niets meer met die brand van doen en is het gevolg van luchtvervuiling. In deze hallenkerk hangen kostbare Turkse tapijten.
Vlak bij de kerk (in het hart van Brașov) is het marktplein Piața Sfatului met in het midden het 15e-eeuwse raadhuis.
Aan de rand van het oude stadscentrum bevindt zich een stoeltjeslift naar de berg Tâmpa, waarvandaan op de stad kan worden uitgekeken.

## Geschiedenis
Brașov werd in het begin van de 13e eeuw gesticht als Corona (Kronstadt) door de Duitse Orde. Koning Béla IV van Hongarije nodigde Saksische kolonisten uit om zich hier te vestigen en een versterkte stad te bouwen tegen de invallen van Turken en Tataren. De stad werd het meest zuidoostelijk gelegen bolwerk van de Saksen van Transsylvanië. Tot in de 19e eeuw bleven de Saksen de meerderheid van de bevolking vormen, buiten de stadsmuren vestigden zich wel Hongaren en Roemenen. In de loop van de geschiedenis was de stad onderdeel van het oude Koninkrijk Hongarije, het semi-zelfstandige Transsylvanië, Oostenrijk-Hongarije en vanaf 1920 van Roemenië. Onder het Roemeense bewind verdween het Saksisch-Hongaarse karakter van de stad met de vestiging van vele Roemeense arbeiders en industrieën in de stad. In 1955 werd de stad zelfs omgedoopt tot Orașul Stalin (Stalinstad). Bij de omwentelingen in 1989 speelden ook demonstraties in de stad een rol om het regime van Ceauşescu omver te werpen. Sinds de toetreding van Roemenië in de EU is Brașov een welvarende stad geworden.

## Bevolking
Brașov is een stad geweest met een gemengde samenstelling qua bewoners. Sinds de stichting als Kronstadt in de 13e eeuw waren de Saksen in de meerderheid. Later kwamen er ook grote groepen Hongaren en Roemenen wonen. In 1910 vormden de Hongaren, dankzij de Magyarisering, een relatieve meerderheid in de stad. Vanaf de jaren ´70 nam het aantal Duitstaligen af, dit werd na 1990 versneld. De stad is grotendeels Roemeens geworden en Hongaren vormen de belangrijkste minderheid.
In 1850 was de samenstelling van de 21.782 inwoners als volgt:
- Duitsers: 8.874 (40,8%)
- Roemenen: 8.727 (40%)
- Hongaren: 2.939 (13,4%)
- overig: 1.242 (5,7%)

In 1910 was de samenstelling van de 41.056 inwoners als volgt:
- Hongaren: 17.831 (43,43%)
- Roemenen: 11.786 (28,71%)
- Duitsers: 10.841 (26,41%)
- overig: 598 (1,45%)

Brașov had tijdens de volkstelling van 2011 253.200 inwoners.
Etnische verdeling:
- Roemenen: 208.019 (91,3%)
- Hongaren: 16.172 (7,1%)
- Duitsers: 1.079 (0,5%)
- Roma: 916 (0,4%)
- overig: 1037 (0,7%)

### Hongaarse gemeenschap

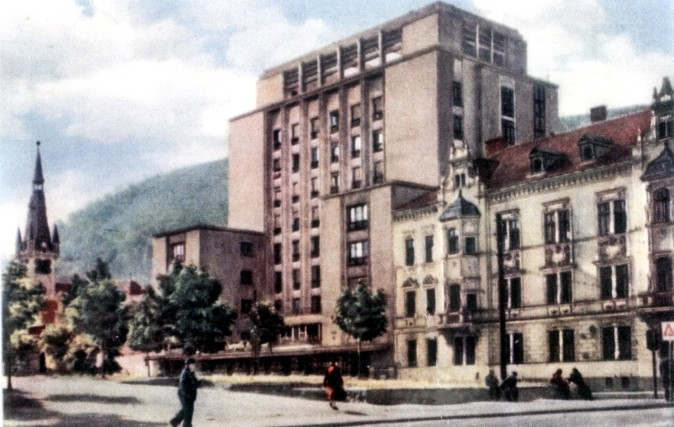
Het oude Aro Hotel en de in 1964 gesloopte Hongaarse kerk in 1939

De Hongaarse gemeenschap bestaat anno 2011 uit een groep van ruim 16.000 personen. De Hongaren hebben eigen kerken, basisscholen en een gymnasium. De belangrijkste instelling is het laatstgenoemde Gymnasium; het Áprily Lajos Főgimnázium bestaat sinds 1837 en werd gesticht door de Rooms Katholieke kerk. In de jaren van het communisme was er tussen 1948 en 1960 een zelfstandige Hongaars Lyceum, in 1960 werd dat samengevoegd met het Roemeenstalige Unirea Líceum. Pas in 1992 werd het Hongaarse Gymnasium heropgericht. 
In de stad verschijnt het Hongaarstalige weekblad Brassói Lapok.
Verder maakt Brassai Magyar Adás (Hongaarse uitzending Brasov) iedere week een uur televisie via de kabel en youtube voor de Hongaarstalige gemeenschap van de stad. Op de radio is de Hongaarstalige popzender City Rádió te ontvangen.
De Hongaarse Rooms Katholieken hebben een eigen kerk, de Hongaarse Gereformeerde kerkgemeente komt sinds 1963 bijeen in een voormalige gymzaal. In 1963 moest de Gereformeerde kerk uit 1893 wijken voor de uitbreiding van het ARO hotel.

## Stedenbanden
- Tampere, Finland

## Sport
FC Brașov is de belangrijkste voetbalclub van Brașov. Het is een doorstart van FC Brașov dat vele seizoenen in Liga 1 speelde.

## Verkeer en verbindingen
De stad is gelegen aan de Europese weg E60 (weg nr. 13) en de E68 (weg nr. 1). Verder is ten westen van de stad een klein tracé van de autosnelweg A3 gerealiseerd als rondweg om de plaats Cristian. De volledige A3 was gepland tussen Tirgu Mures en Brasov om daar aan te sluiten op het gereed zijnde deel van de A3 naar Cluj-Napoca. Dit tracé is echter in de ijskast gezet. Er wordt nu ingezet op het realiseren van de A13 richting Sibiu om daar aan te sluiten op de A1.
Even ten westen van de stad ligt de Luchthaven Brasov, deze is op 15 juni 2023 in gebruik genomen en is de eerste nieuwe luchthaven in Roemenië in 50 jaar tijd.

## Trivia
De Duitse naam Kronstadt is in het Duits ook de naam voor de Russische stad Kronsjtadt.
Het Hongaarse gerecht "Brassói aprópecsenye" is genoemd naar deze stad (letterlijk: in fijne blokjes gesneden vlees uit Brassó).

## Bekende figuren

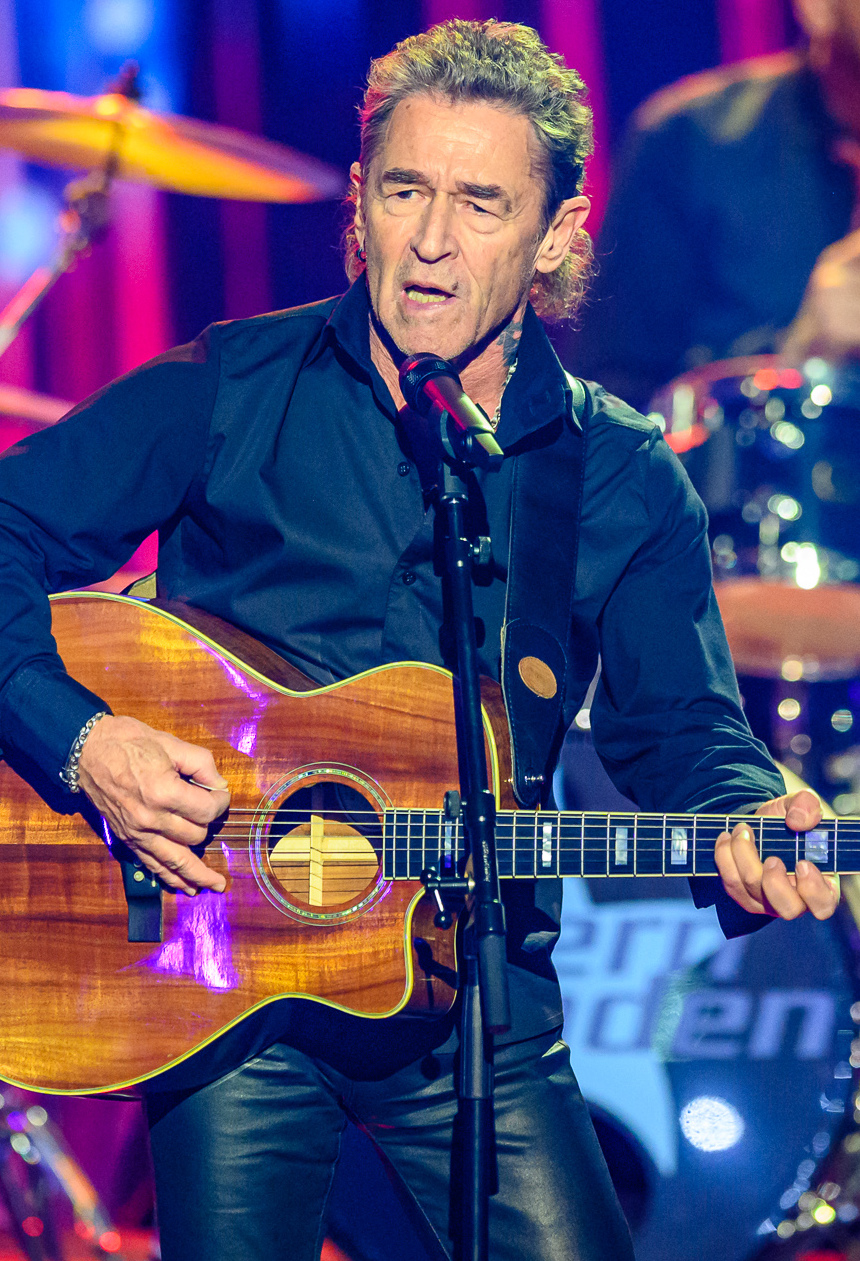
Peter Maffay

- Johannes Honterus (1498-1549), humanist en theoloog van Saksische afkomst
- Bálint Bakfark (1507-1576), Hongaars componist en luitist
- Mișu Popp (1827-1892), Roemeens kunstschilder en muralist van Hongaarse afkomst
- Friedrich Miess (1854-1935), Roemeens kunstschilder van Saksische afkomst
- Sextil Puşcariu (1877-1948), Roemeense linguïst
- Elena Popea (1879-1941), Roemeense kunstschilderes
- Hans Eder (1883-1955), Roemeense kunstschilder van Saksische afkomst
- Hans Mattis-Teutsch (1884-1960), Roemeens kunstschilder, grafisch ontwerper, kunsttheoreticus en -pedagoog en dichter (avant-garde) van Saksische afkomst
- Brassaï (Gyula Halász) (1899-1984), Frans fotograaf van Hongaarse afkomst
- Peter Maffay (1949), Duits zanger van Saksische afkomst
- Marius Lăcătuș (1964), Roemeens voetballer en voetbalcoach
- Mihaela Dascalu (1970), Roemeens langebaanschaatsster
- Liviu Dieter Nisipeanu (1976), schaker (grootmeester)
- Mihaela Ursuleasa (1978-2012), Roemeens pianiste
- Horia Tecău (1985), Roemeens tennisser
- Mihaela Hogaș (1998), Roemeens langebaanschaatsster
- Vlad Mihalcea (1998), voetballer